# 米勒河
11°25′N 40°58′E / 11.417°N 40.967°E

米勒河是埃塞俄比亞的河流，位於該國北部，處於阿姆哈拉州，屬於阿瓦什河的支流，河道全長100公里，發源自埃塞俄比亞高原。